# ماريو تشالمرز
ماريو تشالمرز (بالإنجليزية: Mario Chalmers) مواليد 19 مايو 1986، هو لاعب كرة سلة أمريكي يلعب مع فريق ميامي هيت في الرابطة الوطنية لكرة السلة ويحمل الرقم 15. يبلغ طوله 6 قدم 2 بوصة (1.9 م).

## فرق لعب لها
- ميامي هيت

## روابط خارجية
- ماريو تشالمرز على موقع إن بي أي (الإنجليزية)
- ماريو تشالمرز على موقع سبورتس رفرنس (الإنجليزية)
- ماريو تشالمرز على موقع كرة السلة الأوروبية.كوم (الإنجليزية)
- ماريو تشالمرز على موقع DraftExpress.com (الإنجليزية)
- ماريو تشالمرز على موقع إي إس بي إن.كوم (الإنجليزية)
- ماريو تشالمرز على موقع كلية كرة السلة في سبورتس رفرنس.كوم (الإنجليزية)
- ماريو تشالمرز على موقع ريلجم (الإنجليزية)
- ماريو تشالمرز على موقع بروبوليرز (الإنجليزية)
- ماريو تشالمرز على موقع سبورتس رفرنس (الإنجليزية)
- ماريو تشالمرز على موقع سبورتس رفرنس (الإنجليزية)